# Mallobathra araneosa
Mallobathra araneosa är en fjärilsart som beskrevs av Edward Meyrick 1914. Mallobathra araneosa ingår i släktet Mallobathra och familjen säckspinnare. Inga underarter finns listade i Catalogue of Life.